# Dacarbazine
Dacarbazine (DTIC), hay còn được gọi là imidazole carboxamide, là một loại thuốc hóa trị liệu được sử dụng trong điều trị u ác tính và u lympho Hodgkin. Khi sử dụng để điều trị u Hodgkin, thuốc thường được sử dụng kết hợp cùng với vinblastine, bleomycin và doxorubicin. Chúng được đưa vào cơ thể bằng cách tiêm vào tĩnh mạch.
Các tác dụng phụ thường gặp có thể kể đến chán ăn, nôn mửa, số lượng bạch cầu thấp và giảm lượng tiểu cầu. Các tác dụng phụ nghiêm trọng khác có thể có như các vấn đề về gan và các phản ứng dị ứng. Vẫn chưa rõ liệu sử dụng trong thai kỳ có an toàn cho em bé hay không. Dacarbazine là trong các tác nhân alkyl hóa và thuộc vào họ thuốc tương tự purine. Dacarbazine hoạt động bằng cách tác động đến quá trình nhân đôi DNA để ức chế tế bào ung thư, tuy nhiên, tế bào khỏe mạnh cũng sẽ bị ảnh hưởng.
Dacarbazine đã được chấp thuận cho sử dụng y tế tại Hoa Kỳ vào năm 1975. Nó nằm trong danh sách các thuốc thiết yếu của Tổ chức Y tế Thế giới, tức là nhóm các loại thuốc hiệu quả và an toàn nhất cần thiết trong một hệ thống y tế. Chi phí bán buôn ở các nước đang phát triển là khoảng 7,45 - 18,24 USD/lọ 200 mg. Ở Vương quốc Anh, liều này có giá khoảng 7,50 pound Anh.